# Freopsis
Freopsis is een kevergeslacht uit de familie van de boktorren (Cerambycidae). De wetenschappelijke naam van het geslacht werd voor het eerst geldig gepubliceerd in 1912 door Hintz.

## Soorten
Freopsis is monotypisch en omvat slechts de volgende soort:
- Freopsis leucostictica (White, 1858)